# Racionalna normalna krivulja
Racionalna normalna krivulja je v matematiki gladka racionalna krivulja C s  stopnjo {\displaystyle n\,} v projektivnem n-prostoru {\displaystyle \mathbb {P} ^{n}}.  
Je enostaven primer projektivne varietete. To je Veronesova varieteta, kadar je domena projektivna premica. Za n = 2 je to običajna parabola, za  n = 3 pa je to zvita krivulja tretje stopnje.     

## Definicija
Racionalna normalna krivulja je dana parametrično kot slika preslikave 
{\displaystyle \nu :\mathbb {P} ^{1}\to \mathbb {P} ^{n}}.
To pa priredi homogenim koordinatam {\displaystyle [S:T]} vrednost 
{\displaystyle \nu :[S:T]\mapsto [S^{n}:S^{n-1}T:S^{n-2}T^{2}:\ldots :T^{n}].}
V afinih koordinatah za {\displaystyle x_{0}\ \neq \ 0} je preslikava 
{\displaystyle \nu :x\mapsto (x,x^{2},\ldots ,x^{n}).}
To pomeni, da je racionalna normalna krivulja zaprtje z eno točko v neskončnosti afine krivulje
{\displaystyle (x,x^{2},\dots ,x^{n})}.

## Lastnosti
- vsaka točka na C je linearno neodvisna. Nahaja se v  {\displaystyle \mathbb {P} ^{n}}. Ta lastnost loči racionalno normalno krivuljo od vseh ostalih.
- za dane n + 3 točke v {\displaystyle \mathbb {P} ^{n}}, ki se nahajajo v splošnem položaju, kar pomeni, da n + 1 točk ne leži v hiperravnini. Skozi nje poteka racionalna normalna krivulja. Krivuljo lahko nedvoumno določimo s pomočjo parameterizacije tako, da po preureditvi leži n + 1 točk na koordinatnih oseh, nato pa preslikamo drugi dve točki v [S : T] = [0 : 1] in [S : T] = [1 : 0]
- tangentna in sekantna premica racionalne normalne krivulje sta paroma disjunktni, razen v točkah same krivulje.

Znanih je {\displaystyle {\binom {n+2}{2}}-2n-1} neodvisnih kvadrikov, ki generirajo  ideal krivulje.  